# バルトロマイ
バルトロマイ（ギリシャ語：Βαρθολομαίος）は、新約聖書に登場するイエスの使徒の一人。日本正教会ではワルフォロメイと転写される。
皮剥ぎの刑で殉教したといわれ、ミケランジェロの「最後の審判」にも剥がれた自分の皮とナイフを持った姿で描かれている（この皮の顔はミケランジェロの自画像になっている）。バル・トロマイという名の語義は「タルマイの子」でタルマイは「沢山の溝を持つ」の意で、土地を持つ豊かな人、つまり地主を指している。
記念日は8月24日とされる。
共観福音書の弟子のリストではバルトロマイとしてあらわれるが、他に記述はみられない。上述のバルトロマイの語義から、彼の実名ではなく、父親の名前に由来する呼び名と思われること、ヨハネによる福音書の弟子のリストではバルトロマイの名前はなく、代わりにナタナエルという人物があげられていることから、伝統的にバルトロマイの本名がナタナエルであるという見方がされてきている。
エウセビオスやヒエロニムスによれば、バルトロマイはインドに渡って伝道したという。また伝承ではタダイとともにアルメニアに宣教したとされ、この地方では篤く崇敬される。アルメニア使徒教会の名は、「タダイとバルトロマイによって建てられた教会」を自負するところから来ている。

## 転写
時代、地域によって様々な音写・転写や訛化が存在する。
- バルトロマイオス（Βαρθολομαίος） - 古典ギリシャ語再建音
- ヴァルソロメオス（Βαρθολομαίος） - 中世・現代ギリシャ語
- ヴァルフォロメイ（Варфоломей） - 教会スラヴ語・ロシア語
- バルトロメウス（Bartholomaeus） - ラテン語
- バルトロメオ（Bartolomeo） - イタリア語
- バルトロメウ（Bartolomeu） - ポルトガル語
- バルトロメ（Bartolomé） - スペイン語
- バルテルミー（Barthélemy） - フランス語
- バーソロミュー（Bartholomew） - 英語
- バルタ（Barta, Bartha） - ハンガリー語、チェコ語
- バールタ（Bárta） - チェコ語
- バルトシュ（Bartosz） - ポーランド語